# Métropole d'Alexandroupolis, Trajanoupolis et Samothrace
La Métropole d'Alexandroupolis, Trajanoupolis et Samothrace (en grec byzantin : Ιερά Μητρόπολις Αλεξανδρουπόλεως, Τραϊανουπόλεως και Σαμοθράκης) est un évêché du Patriarcat œcuménique de Constantinople autorisé à participer à la vie synodale de l'Église orthodoxe de Grèce (voir Organisation de l'Église orthodoxe en Grèce). Elle est située en Thrace occidentale et son territoire s'étend à la moitié sud du district régional de l'Évros. Son siège est à Alexandroúpoli.

## Cathédrale
C'est la basilique Saint-Nicolas d'Alexandroúpoli.

## Métropolites
- Anthyme (né Christos Koukouridis à Alexandroúpoli en 1962) depuis 2004.
- Anthyme (né Denis Roussas, à Salmoni de Pyrgos en 1934), de 1974 à 2004 avant de devenir métropolite de Thessalonique.

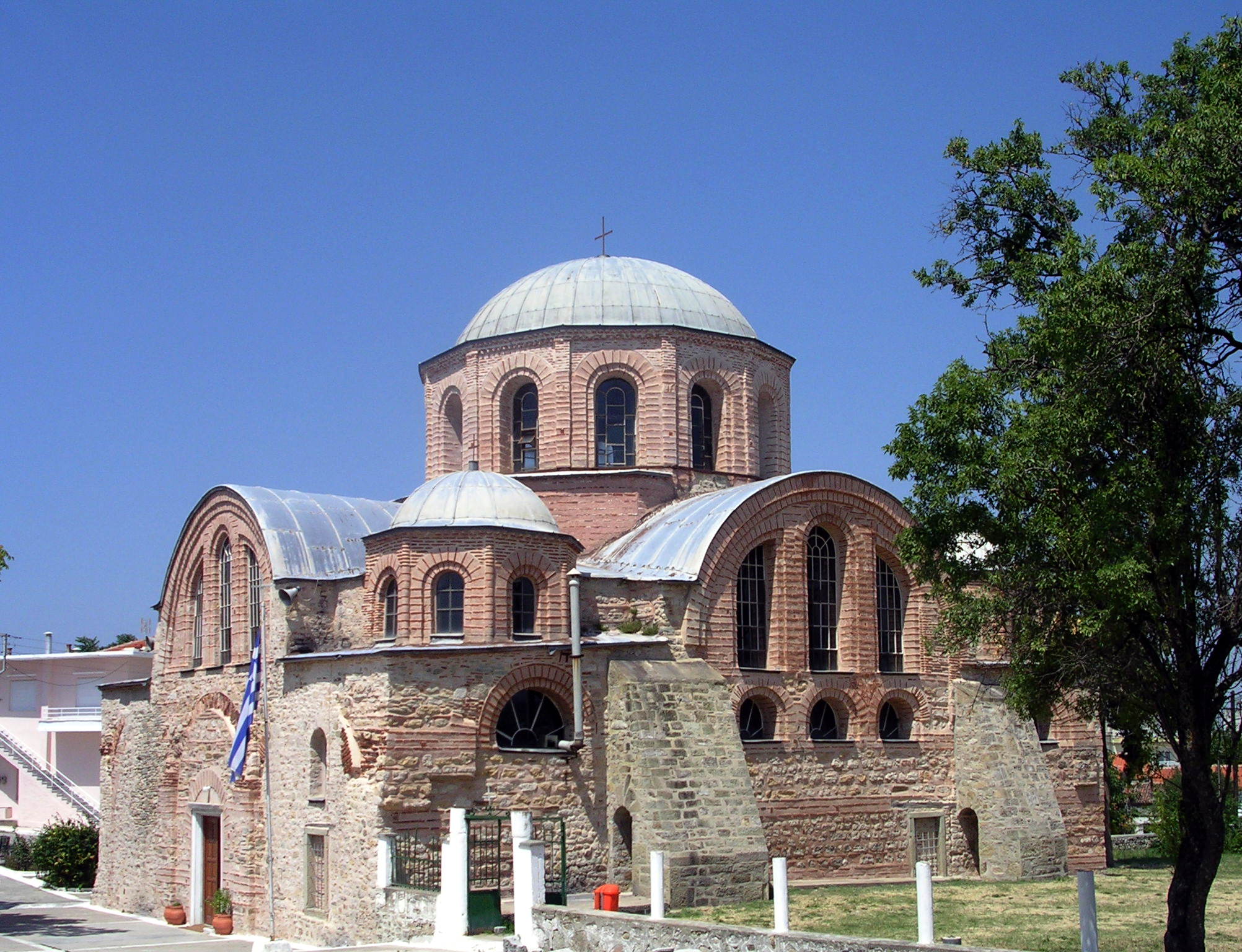
Église paroissiale de la Mère de Dieu Salvatrice du monde à Phérès, ancien katholikon d'un monastère fondé par Isaac Comnène.

## Territoire
Il compte 54 paroisses dont :
- Alexandroúpoli (5 paroisses)
- Samothrace (7 paroisses)
- Phérès (3 paroisses) : Saint-Nicolas, La Mère de Dieu Kosmosotira (salvatrice du monde), Saint-Alexandre

## Monastères

### Monastère masculin
- Saint-Jean le Théologien, à Aétochorio, fondé en 1981.

### Monastère féminin
- Panaghia de l'Èvre (Dormition), à Makri, fondé en 1980.

## Solennités locales

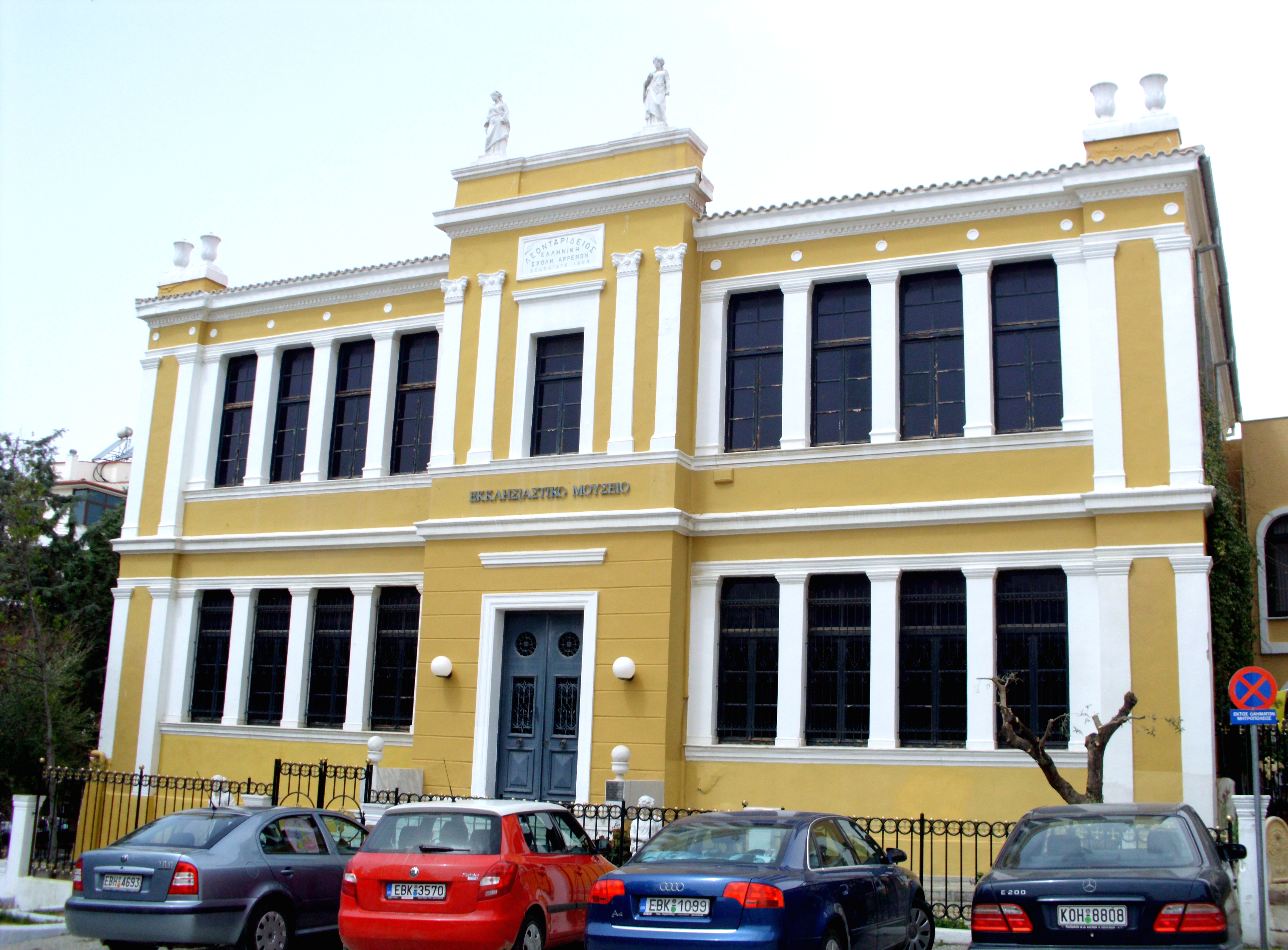
Musée ecclésiastique d'Alexandroúpoli

- La fête de saint Nicolas à Alexandroúpoli le 6 décembre.
- La fête de sainte Cyriaque, martyre en Bithynie en 285, le 7 juillet.
- La fête de sainte Marina le 17 juillet.
- La fête de sainte Glycérie, martyre à Trajanoupolis le 13 mai.
- La fête des 5 néomartyrs de Samothrace, le dimanche de Thomas (1er après Pâques) : les saints Manuel, Georges, Michel, Théodore et un autre Georges, originaires de Samothrace et morts martyrs le lundi de Thomas 1835 à Makri.

## Sources
- (el) Le site de la métropole : http://www.imalex.gr
- Diptyques de l'Église de Grèce, éditions Diaconie apostolique, Athènes (édition annuelle).